# Gru (personagem)
Felonius Gru, ou simplesmente Gru, é um personagem fictício e o vilão bonzinho do filme de animação Despicable Me, que teve dublagem original pelo ator comediante Steve Carell e dublagem brasileira pelo humorista Leandro Hassum.

## Aparições

### Despicable Me
No primeiro filme, ele junta três meninas, Agnes, Edith e Margo, com o objetivo de usá-las para cumprir seu plano de roubar de volta o "Encolhedor" e usá-lo no seu plano ainda maior: roubar a Lua. Porém, ao longo do filme, as meninas "amolecem" o coração desse vilão que, por fim, acaba por adotá-las.

### Despicable Me 2
Já no segundo filme, ele desiste de ser vilão e cria uma linha de geleias e gelatinas, porém como ficou conhecido por roubar a Lua, ele é levado, por Lucy Wilde, até o Sr. Bundoviske, onde começa a trabalhar com a AVL (Liga Ante Vilões), pois sabe como um vilão age. Ele e Lucy estão em busca do soro PX41, mas o vilão El Matcho está com esse soro. Após todo o filme, Lucy e Gru se casam, e Agnes surta de felicidade. 

### Despicable Me 3
Um novo vilão, Baltazar Brat, rouba o maior diamante do mundo, e a AVL não está mais sendo monitorada por Sr. Bundosviske. Além disso, a nova Chefe demite Gru e Lucy, então eles contam às meninas, suas filhas, Margo, Edith e Agnes. Gru se recusa a voltar a vilania, assim os Minions se demitem. Após um tempo Gru descobre que tem um irmão gêmeo, o Dru, que veste branco tem cabelos loiros, ao contrário de Gru. Então a família é convidada para conhecê-lo, na Britânia, o mesmo lugar onde o vilão estava. Assim, Gru e Dru, depois de muito tentar, finalmente derrotam o vilão. Seus minions, que estavam presos por terem invadido um estúdio de produção, fogem da cadeia e voltam para Gru. Após os irmãos juntamente com Edith, Margo, Agnes e Lucy voltarem para casa e Gru recuperar os empregos dele e de Lucy, Dru e os minions não deixam a vilania e cometem assaltos, deixando a tradição da família viva. 

### Minions
Os Minions buscam um Chefe e, após anos escondidos por fracassarem nessa missão, Kevin, Stuart e Bob saem em busca de um Chefe e conhecem a Scarlett Overkill, uma gênia do crime, que queria roubar a coroa da Rainha Elizabeth II, eles tentam e enquanto eles fogem da policia, Bob retira uma espada de uma pedra e se torna o novo Rei, porém Scarlett ainda quer se tornar rainha, então Bob lhe dá a coroa e ela os prendem, ao fugirem eles devolvem a coroa a Rainha Elizabeth II, e são premiados mas Scarlett rouba novamente, mas o Gru, com apenas 9 anos consegue roubar a coroa dela e os minions vão em busca dele para ser seu novo Chefe. 

### Minions: The Rise of Gru
Neste filme, é revelado que Gru, desde pequeno, queria ser um vilão, e recebe um convite para participar do Sexteto Sinistro, um grupo de vilões, mas ao ser rejeitado ele se vinga e rouba um prodígio chinês que o Sexteto havia roubado, e o vilão favorito de Gru, o Willy Kobra, um ex-integrante do grupo, descobre e o sequestra, porém Óto, um dos minions de Gru, trocou o prodígio por uma pedra de estimação, e para salvar seu Chefe, Keven, Stuart e Bob vão atrás do prodígio junto a Óto. Durante o filme, Gru amolece o coração de Willy Kobra, que lhe ensina tudo que sabe, tornando-o um grande vilão, como no primeiro filme da franquia. Contudo, o Sexteto Sinistro agora é preso pela AVL (Liga Ante Vilões), e para fugir dessa liga, Willy Kobra finge sua morte novamente, inspirando ainda mais o pequeno Gru.